# 2-Phénylpyridine
La 2-phénylpyridine, parfois abrégée ppy, est un composé organique de formule chimique C6H5C5H5N. Il s'agit d'un liquide clair visqueux teinté de jaune faiblement soluble dans l'eau. Cette molécule et certains de ses dérivés sont étudiés comme précurseurs de complexes métalliques très fluorescents susceptibles de permettre la réalisation de diodes électroluminescentes organiques (OLED).
Il est possible d'obtenir la 2-phénylpyridine en faisant réagir du phényllithium C6H5Li avec de la pyridine C5H5N :
C6H5Li + C5H5N ⟶ C6H5C5H4N + LiH.
La réaction de chlorure d'iridium(III) (en) IrCl3 avec la 2-phénylpyridine par cyclométallation (en) pour donner un dimère de complexes pontés par les ligands chlorure, :
4 C6H5–C5H4N + 2 IrCl3(H2O)3 ⟶ [(C6H4–C5H4N)2Ir(µ-Cl)]2 + 4 HCl + 6 H2O.
Ce complexe peut être converti en tris(2-phénylpyridine)iridium Ir(C6H4–C5H4N)3.

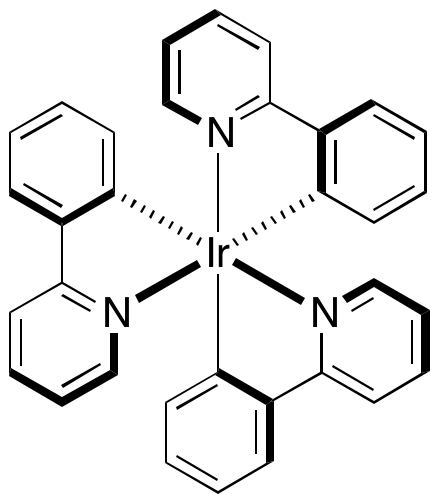
Tris(2-phénylpyridine)iridium.